# Planet Hollywood Resort and Casino
O Planet Hollywood Las Vegas é um hotel, resort e cassino localizado na Las Vegas Strip, em Paradise, Nevada. O hotel é administrado pela ObBiz (empresa que pertence ao empresário inglês Robert Earl) e possuí a marca da rede hoteleira americana Starwood Hotels & Resorts Worldwide.

## História

### Década de 1960
O hotel foi originalmente inaugurado em 1963 com o nome de Tally-ho e depois renomeado de King's Crown no ano seguinte. O hotel acabou falindo por não ter conseguido obter licença para operar como cassino.
Em 1966, o empresário Milton Prell comprou o hotel e investiu cerca de $3 milhões em renovações gerais, incluindo um letreiro de neon de $750,000, reerguendo o lugar e transformando em um resort e cassino.
Na mesma época, Elvis Presley e Priscilla Presley fizeram bodas no cassino.
Em 1969, foi iniciada uma outra grande reforma no lugar, que ganhou um novo lounge e diversos restaurantes.

### Década de 1970 e 1980
Na re-inauguração do cassino em 1976, após novas reformas, Neil Diamond fez dois shows de comemoração no local.
Em 1981, a banda de heavy metal Iron Maiden fez seu primeiro show na América do Norte no Alladin.

### Década de 1990 e 2000

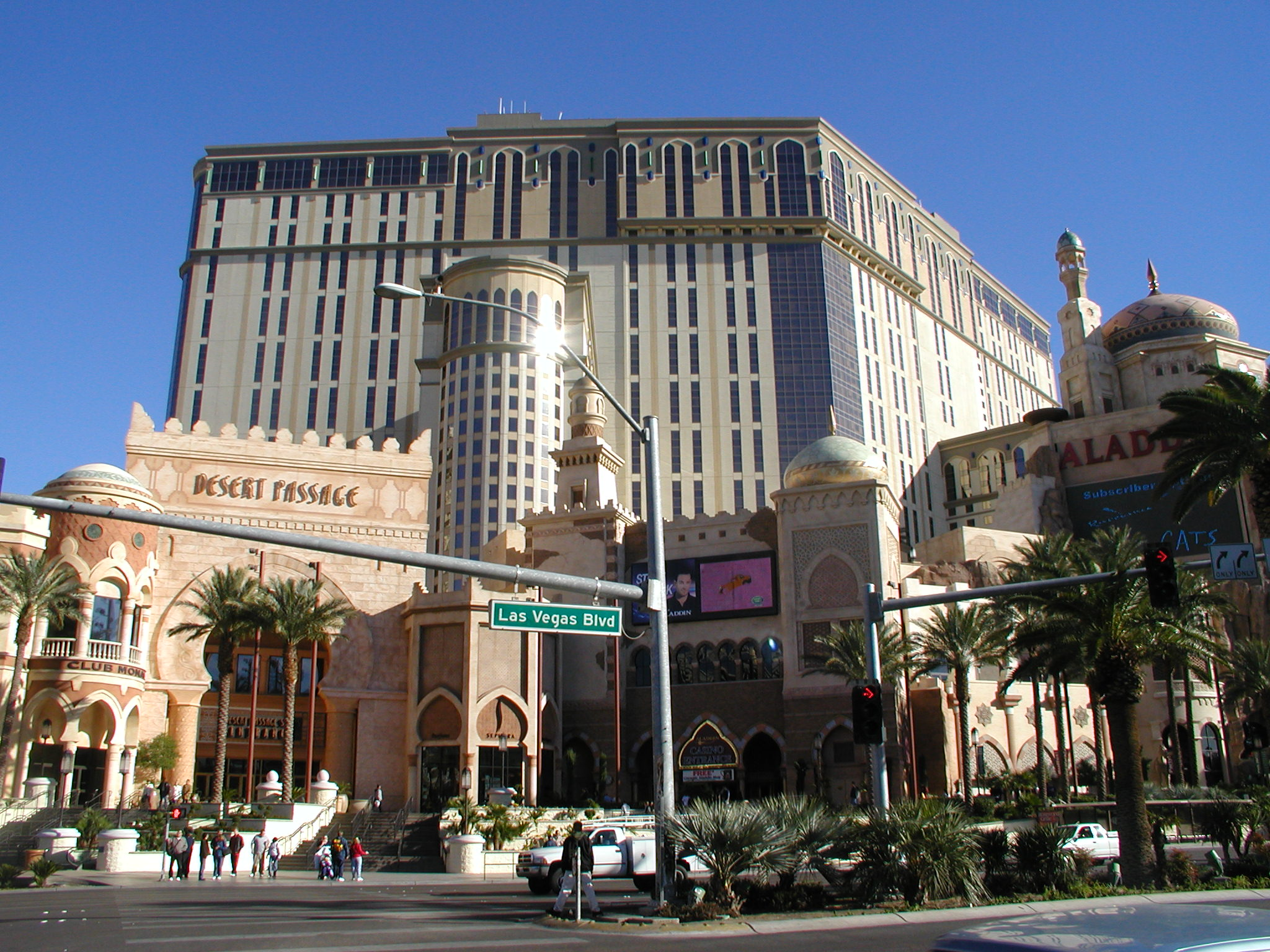
Cassino Aladdin em 2004.

O Alanddin foi fechado em 25 de novembro de 1997 e implodido em 27 de abril de 1998, com exceção do teatro, que foi preservado para a construção do novo resort.
O novo Allandin foi inaugurado em 17 de agosto de 2000, totalmente diferente. Houve uma grande festa no dia, deixando o hotel completamente lotado.

### Planet Hollywood

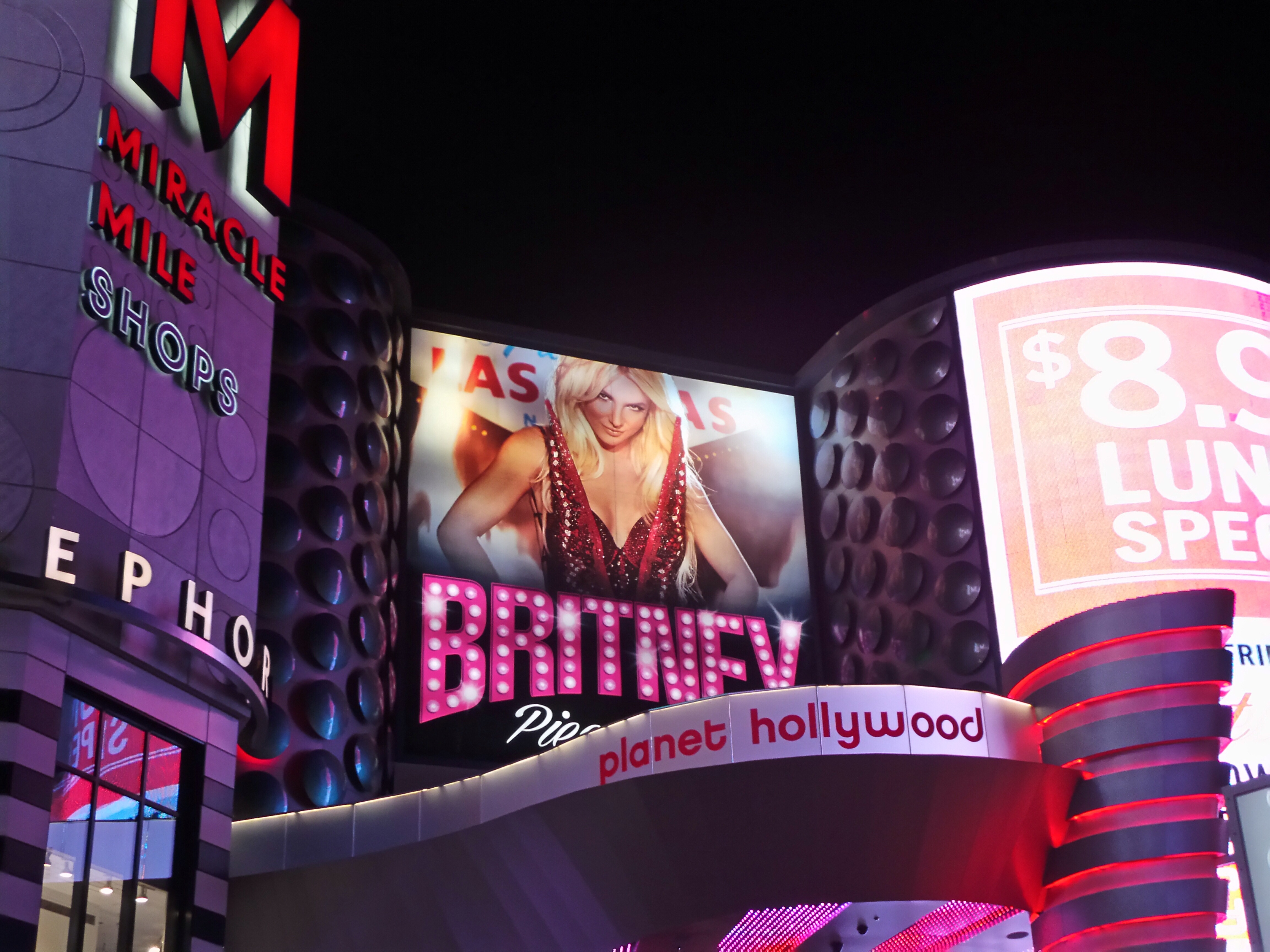
Os concertos de Britney Spears são realizados no teatro Bakkt, localizado no Planet Hollywood.

Em 2007 o casino recebeu uma nova temática: Hollywood, o que causou a reforma total do local, incluindo o centro comercial "Desert Passage" que passou a chamar-se Miracle Mile Shops. Em abril, o cassino foi renomeado para Planet Hollywood.

### Década de 2010
Em dezembro de 2013, a cantora Britney Spears iniciou um concerto de residência no hotel, intitulado Britney: Piece of Me. Prevista para durar até dezembro de 2015, a série de espetáculos foi prolongada até 2017 devido ao sucesso. A revista Billboard informou através de uma matéria em seu site que a residência da cantora ajudou a aumentar os lucros anuais do Planet Hollywwod em cerca de 20 milhões de dólares, alterando um panorama financeiro "sombrio".

## História da mídia
O Aladdin/Planet Hollywood foi destaque em vários filmes. Os filmes de 2008 21 e O Que Acontece em Vegas usaram o cassino como local de filmagem. O resort também aparece em Ligeiramente Grávidos (2007), Dois Espiões e um Bebê (2009), e Caindo na Estrada (2010). Planet Hollywood também sediou várias estreias de filmes, incluindo Resident Evil: Extinção (2007), Rambo (2008), 21, Transporter 3 (2008), e a estreia de Las Vegas de Os Mercenários (2010).
O resort também fez aparições na televisão de realidade. Criss Angel Mindfreak gravou imagens no resort em 2006, enquanto Holly's World (2009–2011) documentava a personalidade da televisão Holly Madison e seu papel em Peepshow.